# リトルガール (miwaの曲)
「リトルガール」は、miwaの2枚目のシングル。2010年6月23日にSony Recordsから発売された。

## 概要
前作「don't cry anymore」から約3ヶ月半ぶりのシングル。初回生産限定盤は水色のカラートレイとなっており、「リトルガール」のミュージック・ビデオ（監督：時川英之）が収録されたDVDが付属している。

## 収録曲
全作詞・作曲：miwa
1. リトルガール （4:20）
  - 編曲：DAISHI KATAOKA

TBS系『COUNT DOWN TV』6月度オープニングテーマ
大学1年生の夏休みにデビュー曲候補として制作されていた曲で[2]、歌詞にあるケーキのくだりはmiwaの実話に基づいている[2]。
2. あなたがいないと世界はこんなにつまらない （4:19）
  - 編曲：Naoki-T

昔の自分の感情を思い出し、その瞬間を書いた歌詞となっている[3]。
3. そばにいたいから （4:28）
  - 編曲：miwa

ギター弾き語りによる楽曲。
音源は異なるが、デビュー前に自主制作で発売したシングルにも収録されている。
4. リトルガール 〜instrumental〜

## 収録アルバム
リトルガール
- guitarissimo
- miwa THE BEST

あなたがいないと世界はこんなにつまらない
- miwa

そばにいたいから
- miwa